# Джо Колборн
Джо Колборн (англ. Joe Colborne, нар. 30 січня 1990, Калгарі) — канадський хокеїст, центральний нападник клубу НХЛ «Колорадо Аваланч».

## Ігрова кар'єра
Хокейну кар'єру розпочав 2006 року виступами за юніорську команду «Камрось Кодіакс» (АЮХЛ).
2008 року був обраний на драфті НХЛ під 16-м загальним номером командою «Бостон Брюїнс». 
З 2008 по 2010 захищає кольори хокейної команди Університет Денверу, згодом два сезони відіграє за «Провіденс Брюїнс».
2010 дебютує в складі «Торонто Марліз», фарм-клубі НХЛ «Торонто Мейпл-Ліфс». Дебютний матч за «Мейпл-Ліфс» зіграв 9 квітня 2011. Загалом у складі «кленових» за три сезони проведе лише 18 матчів, більшість часу Джо захищав кольори «Марліз».
На правах обмежено вільного гравця перед початком сезону 2014/15 укладає дворічний контракт на суму $2,55 мільйона доларів з «Калгарі Флеймс». У складі якого Колборн відіграє перший повний сезон у складі клубу НХЛ.
Перед сезоном 2015/16 Джо продовжить строк контракту з «Флеймс» ще на один рік.
1 липня 2016 на правах вільного агента, Колборн підписує дворічний контракт на суму $5 мільйонів доларів з «Колорадо Аваланч». Вже в дебютному матчі 15 жовтня 2016 Джо оформив свій перший хет-трик у матчі проти «Даллас Старс».

## Статистика
| 2006–07      | «Камрось Кодіакс»    | АЮХЛ         | 53  | 20 | 28 | 48  | 44  | —  | — | — | — | —  |
| 2007–08      | «Камрось Кодіакс»    | АЮХЛ         | 55  | 33 | 57 | 90  | 48  | —  | — | — | — | —  |
| 2008–09      | Університет Денверу  | НКАА         | 40  | 10 | 21 | 31  | 24  | —  | — | — | — | —  |
| 2009–10      | Університет Денверу  | НКАА         | 39  | 22 | 19 | 41  | 30  | —  | — | — | — | —  |
| 2009–10      | «Провіденс Брюїнс»   | АХЛ          | 12  | 5  | 5  | 10  | 8   | —  | — | — | — | —  |
| 2010–11      | «Провіденс Брюїнс»   | АХЛ          | 55  | 12 | 14 | 26  | 35  | —  | — | — | — | —  |
| 2010–11      | «Торонто Марліз»     | АХЛ          | 20  | 8  | 8  | 16  | 8   | —  | — | — | — | —  |
| 2010–11      | «Торонто Мейпл-Ліфс» | НХЛ          | 1   | 0  | 1  | 1   | 0   | —  | — | — | — | —  |
| 2011–12      | «Торонто Марліз»     | АХЛ          | 65  | 16 | 23 | 39  | 46  | 15 | 2 | 6 | 8 | 8  |
| 2011–12      | «Торонто Мейпл-Ліфс» | НХЛ          | 10  | 1  | 4  | 5   | 4   | —  | — | — | — | —  |
| 2012–13      | «Торонто Марліз»     | АХЛ          | 65  | 14 | 28 | 42  | 53  | 4  | 0 | 1 | 1 | 2  |
| 2012–13      | «Торонто Мейпл-Ліфс» | НХЛ          | 5   | 0  | 0  | 0   | 2   | 2  | 0 | 0 | 0 | 0  |
| 2013–14      | «Калгарі Флеймс»     | НХЛ          | 80  | 10 | 18 | 28  | 34  | —  | — | — | — | —  |
| 2014–15      | «Калгарі Флеймс»     | НХЛ          | 64  | 8  | 20 | 28  | 43  | 11 | 1 | 2 | 3 | 20 |
| 2015–16      | «Калгарі Флеймс»     | НХЛ          | 73  | 19 | 25 | 44  | 27  | —  | — | — | — | —  |
| 2016–17      | «Колорадо Аваланч»   | НХЛ          | 62  | 4  | 4  | 8   | 34  | —  | — | — | — | —  |
| Усього в НХЛ | Усього в НХЛ         | Усього в НХЛ | 295 | 42 | 72 | 114 | 144 | 13 | 1 | 2 | 3 | 20 |